# Ptilope des Tuamotu
Ptilinopus coralensis
Espèce
Statut de conservation UICN

 NT  : Quasi menacé
Le Ptilope des Touamotou ou Ptilope des Tuamotu (Ptilinopus coralensis) est une espèce d’oiseaux appartenant à la famille des Columbidae.

## Répartition et habitat
Il est présent sur les îles de l'archipel de Tuamotu en Polynésie française. Il vit dans la forêt tropicale humide de basse altitude ainsi que dans les plantations abandonnées de noix de coco.

## Alimentation
Il se nourrit d'insectes et de graines